# Pauline Horovitz
Pour les articles homonymes, voir Horovitz.
Pauline Horovitz, née en 1978, est une réalisatrice de documentaires et de courts-métrages française. Diplômée de l’École nationale des chartes, de l’École nationale supérieure des arts décoratifs de Paris, elle a réalisé plus de cinq films documentaires et une quinzaine de courts-métrages.
Son documentaire, Papa s'en va (2020), reçoit le prix Étoile de la scam, le prix Prospective Cinéma du festival Côté court, ainsi que le Prix du public et le grand prix du jury au VIFFF (Vevey International Funny Film Festival).

## Études et Carrière
Pauline Horovitz commence des études en philologie romane à l'école nationale des chartes. S'apercevant qu'elle veut faire de la bande dessinée, elle entre à l'Ecole Nationale Supérieure des Arts Décoratifs où elle s'intéresse à la création de films.
Dès 2007, elle travaille en résidence en Espagne à la Casa de Velázquez de Madrid en tant que cinéaste. Au même moment, elle commence à travailler pour la revue documentaire Cut up, diffusée par Arte et produite par Quark Productions. Elle réalise Polanski et mon père en 2009.
Au début de sa carrière, elle filme essentiellement son entourage proche et plus particulièrement son père.
En 2011, elle réalise Pleure ma fille, tu pisseras moins pour la collection Les gars et les filles d'Arte. Ce documentaire est nommé Étoile de la Scam en 2013. Cette même année, Des Châteaux en Espagne (2012) est sélectionné au Festival International du film documentaire d'Amsterdam (IDFA).
Pauline Horovitz explore un nouveau sujet dans son moyen métrage Freaks, réalisé en 2015 et produit par l’Espace croisé, centre d’art contemporain à Roubaix. Elle y questionne la naissance des légendes sur les animaux sauvages dans les villes, et le rapport entre l'homme et l'animal. Pour la réalisation de ce projet, la réalisatrice compile des anecdotes sur les Nouveaux Animaux de Compagnie comme les reptiles, les fauves ou encore les mygales.
Avec Peur sur la ville (2017), une web série de dix épisodes, elle poursuit ses investigations sur les Nouveaux Animaux de Compagnie et se concentre sur la légende du crocodile des égouts. Avec cette web série, elle explore une nouvelle forme d'écriture en jouant avec les codes du feuilleton à partir de ses images documentaires. Une des particularités de la narration de Peur sur la ville, en plus de mêler documentaire et esthétique de la fiction, est la création d'un personnage principal qui existe uniquement en voix off et en hors champ. Cette série mêle prises de vues réelles, prises de vues depuis smartphone et des vidéos amateurs récupérées sur internet.
Dans Papa s'en va, qui a reçu de nombreux prix et distinctions, Pauline Horovitz filme le départ à la retraite de son père, gynécologue-obstétricien réputé du CHU de Bordeaux, qui a 70 ans et après avoir consacré toute sa vie à son travail, décide de devenir acteur.

## Filmographie (sélection)
Courts métrages
- 2006 : Tout a commencé par le sourire (3min)
- 2007 : Les Appartements (7min)
- 2008 : Tentative d'inventaire (3min)
- 2009 : Polanski et mon père (8min)
- 2010 : Barouh' Hachem (5min)

Films documentaires et moyens métrages
- 2011 : Pleure ma fille, tu pisseras moins
- 2013 : Des Châteaux en Espagne (26 min)
- 2016 : Freaks, ou nouvelles histoires comme ça (21min)
- 2016 : Peurs sur la ville
- 2018 : Chauve-souris, mon amour
- 2020 : Papa s'en va

## Prix et distinctions
Pleure ma fille, tu pisseras moins
- 2012 : CorsicaDoc - Festival international du film documentaire d'Ajaccio - Ajaccio (France) - Prix du Public
- 2013 : Scam - Paris (France) - Étoile de la Scam
- 2012 : Traces de Vies - Vic le Comte (France) - Sélection

Freaks
- 2016 : Côté court - Festival du film court de Pantin - Pantin (France) - Section Art vidéo

Des Châteaux en Espagne
- 2014 : Côté Cour - Festival du film court de Pantin - Pantin (France) - Compétition expérimental - essai - art vidéo
- 2013 : IDFA - International Documentary Festival Amsterdam - Amsterdam (Pays-Bas) - Sélection Paradocs

Papa s'en va
- 2021 : Scam - Paris (France) - Étoile de la Scam
- 2021 : FIPADOC - Festival International Documentaire  - Biarritz (France) - Panorama de la création francophone
- 2020 : Traces de Vies - Clermont-Ferrand (France) - Un monde sensible
- 2020 : Festival International Jean Rouch - Voir autrement le monde - Paris (France) - Compétition internationale[12]
- 2020 : Visions du Réel - Nyon (Suisse) - Compétition Internationale Moyens et Courts Métrages
- 2020 : Prix du public et Grand prix du jury du  Vevey International Funny Film Festival